# 帕蒂瑪的顛倒世界
《帕蒂瑪的顛倒世界》（日语：サカサマのパテマ）是吉浦康裕導演的動畫電影作品，於2013年11月9日在日本上映。曾獲第17屆日本新媒體動漫藝術節動畫部門優秀獎、蘇格蘭愛之動畫節2013觀眾獎及評審獎，以及第7回亞太動畫獎長篇動畫部門提名。2014年4月25日發行DVD及Blu-ray。
作為本篇電影序章的網路動畫《帕蒂瑪的顛倒世界 Beginning of the day》於2012年2月開始在GyaO!和niconico動畫播放。

## 概要
六花工作室的吉浦康裕繼夏娃的時間後，擔任原作・導演・腳本所執導的科幻作品。原本預定於2012年公開播映，由於製作上的一些原因而延至2013年。日本Pia Corporation公開的放映首周電影滿意度評比為第一位。。

## 劇情介紹
少年英治的出生地「愛格」，由於過去「眾多的罪人曾被天空吞噬」，而視天空為不祥之地。這時，他面前突然出現了一位上下顛倒來自地下世界的少女帕蒂瑪，因為重力不同於愛格，而處於會向天空「墜落」的狀態。英治向帕蒂瑪伸出援手的同時，愛格的統治者伊藤武勒命令治安警察隊長傑克搜索被發現的顛倒人。

## 登場人物
帕蒂瑪（聲：藤井幸代）
本作的女主角。地下民族族長的女兒，開朗、天真爛漫的性格，對於未知世界充滿好奇心。在找尋行蹤不明的拉格斯的途中，遭遇事件而向愛格墜落。
英治（聲：岡本信彥）
本作的男主角，愛格人，中學2年級生。對於嚴格管制下的愛格社會十分厭惡，不聽教師管教常往天空看去，被視為不良少年。對於已逝的父親榮一相當尊敬。
波爾特（聲：大畑伸太郎）
地下世界的少年。表面看來雖然輕浮，但頗有行動力，對帕蒂瑪相當著迷。
爺爺（聲：福松進紗）
地下世界的代理族長，帕蒂瑪的扶養人。守法、面容嚴肅的男性。
伊藤武勒（聲：土師孝也）
愛格王國的國王。愛槍是鍍金的瓦爾特P38手槍。擁有能任意命令國內治安警察的強大權力，使愛格成為嚴格的管制社會。強烈主張被天空吞噬的人類是罪人，愛格人才是純正被神選中的人類。為了達到此一目的，向人民宣傳天空為不祥之地。伊藤武勒視地底人為「被天空吞噬的罪人末裔」，相當厭惡地底人。曾在榮一試乘飛行器時，派人暗殺，後對外宣稱此次事件為「意外」。
傑克（聲：安元洋貴）
直轄伊藤武勒的治安警察中央區管轄隊隊長，深受其信任。基本上都會聽從伊藤武勒的命令，但有時也會無視違背其正義感的命令。
拉格斯（聲：加藤將之）
帕蒂瑪憧憬的冒險家。數年前行蹤不明。被伊藤武勒監禁、殺害並保存在容器之中。
榮一
英治的父親。愛格國內相當有名的技術士，因「意外」而死。但是实际上他是被杰克用狙击步枪射死。
佳穗（聲：内田真礼）
英治的同班同學。成績優秀、品行端正的女學生。對英治抱有淡淡的好感。

## 用語
大災害後，人類陷入了混亂。重力逆轉的人類（顛倒人）被迫來到地下生活。主導重力實驗的研究者們為了背負責任也潛入地下生活。雖然倖存的顛倒人與其他人類間有所交流，但隨時間流逝交流也隨之中斷。
大災害
以前人類為了從重力汲取能量所進行的實驗失敗引發的災難，使世間萬物重力方向顛倒，向天空墜落。倖存的人類及研究者們轉往地下生活。
愛格王國
伊藤武勒為國王的架空國家。實行徹底思想教育、洗腦教育的管制社會。必須受過教育審核並合格才能成為國家公民。
治安警察
愛格王國的國家治安機關單位。隊員身著黑色大衣，裝備頭盔及防毒面具。因為怪異的裝扮，而被地底世界居民稱為「蝙蝠人」。

## 製作人員
- 原作、腳本、導演：吉浦康裕
- 作畫監督：又賀大介
- 角色原案：茶山隆介
- 美術監督：金子雄司
- CG監督：安喰秀一
- 色彩設計：井上晶子
- 動畫檢査：大谷久美子
- 製作人：小野幹雄、稻垣亮祐
- 音樂：大島滿（主題曲《Patema Inverse》歌詞以世界語書寫。）
- 音響監督：Neue Welle
- 動畫製作：六花工作室
- 主要製作：Asmik Ace
- 執行製作人：豊島雅郎、安藝貴範、中田善文、廣木啓、長江努
- 製作：Sakasama會（Asmik Ace、Good Smile Company、Kids Station、Purple Cow Studio Japan、directions）

## 評價
《帕蒂瑪的顛倒世界》在爛番茄根據15條專業評論（11條好評，4條差評），獲得73%的好評度，平均得分5.5（滿分10分）；Metacritic則根據8篇評論（5篇好評，2篇褒貶不一，1篇負評），總結平均分數66分（滿分100分）。

## 網路動畫
《帕蒂瑪的顛倒世界 Beginning of the day》於2012年2月開始在GyaO!和niconico動畫播放。
配信日期
- 第1回 2012年2月25日播放
- 第2回 2012年3月25日播放
- 第3回 2012年6月25日播放
- 第4回 2012年8月25日播放

## 漫畫
《帕蒂瑪的顛倒世界 another side》是toi8的漫畫作品，是帕蒂瑪的顛倒世界的另一部份的故事。月刊BIG GANGAN2012年Vol.04（2012年3月24日發售）
至2013年Vol.09（2013年8月24日發售）期間連載。單行本全1卷。
| 卷數 | 史克威爾艾尼克斯 | 史克威爾艾尼克斯       |
| 卷數 | 發售日期         | ISBN                   |
| ---- | ---------------- | ---------------------- |
| 全   | 2013年10月25日   | ISBN 978-4-7575-4106-1 |

## 外部連結
- 官方网站（日語）
- 官方网站 （中文）
- niconico動畫特集頁面 （页面存档备份，存于）
- 六花工作室 （页面存档备份，存于）
- 帕蒂瑪的顛倒世界 another side官網 （页面存档备份，存于）
- 帕蒂瑪的顛倒世界的X（前Twitter）